# 本·華萊士 (英國政治人物)
羅伯特·本·洛班·華萊士爵士，KCB（1970年5月15日—），曾任英国国防大臣，他的黨籍是保守黨。他曾任怀尔和普雷斯顿北区（原兰开斯特和怀尔）国会议员，任期从2005年至2024年。至自發提出辭呈為止，華萊士是英國歷史上擔任首席國防大臣最久的人之一。

## 生平
在从政前，他是英國陸軍苏格兰卫队的退役上尉。此后，他自1999年至2003年担任蘇格蘭議會议员，代表东北苏格兰选区。
2005年至2010年，华莱士担任蘭卡斯特和懷爾的议员。2010年选区改组后，其曾担任懷爾和北普雷斯頓選區至2024年。

### 国防大臣
华莱士是鲍里斯·约翰逊的支持者。2019年，约翰逊就任首相后，华莱士受提拔就任国防大臣。
2022年3月21日，著名的惡作劇者沃萬與萊克斯冒充烏克蘭總理傑尼斯·什米加爾，與华莱士進行了 Microsoft Teams 通話。华莱士在此期間不疑有詐，時長近十分鐘。期間，沃萬與萊克斯說烏克蘭希望提升自己的核威懾力量以保護自己免受被俄羅斯攻擊。
2023年7月15日，华莱士宣布打算在下次内阁改组（2023年9月）时辞去国防大臣职务，并且不打算在下次大选中寻求连任议员。